# Gustav Weder
Gustav Weder, född den 2 augusti 1961 i Diepoldsau, Schweiz, är en schweizisk bobåkare.
Han tog OS-guld i herrarnas tvåmanna och OS-silver i herrarnas fyrmanna i samband med de olympiska bobtävlingarna 1992 i Albertville.
Därefter tog Weder OS-guld igen i tvåmanna och OS-silver i herrarnas fyrmanna i samband med de olympiska bobtävlingarna 1994 i Lillehammer.